# Brunellia almaguerensis
Brunellia almaguerensis är en tvåhjärtbladig växtart som beskrevs av José Cuatrecasas. Brunellia almaguerensis ingår i släktet Brunellia och familjen Brunelliaceae. Inga underarter finns listade i Catalogue of Life.